# Manchester United F.C. mùa bóng 1971–72
Mùa giải 1971-72 là mùa giải lần thứ 69 của Manchester United ở The Football League và mùa giải thứ 27 liên tiếp của đội bóng ở Giải hạng nhất Anh. Trước mùa giải, United tham gia giải Watney Cup. Đây là mùa giải gây tranh cãi bởi United ghi nhiều bàn thắng nhất trong 4 hạng đấu của hệ thống giải The Football League.
Trước khi bắt đầu mùa giải vào ngày 8 tháng 6 năm 1971, ông Frank O'Farrell đã được bổ nhiệm làm huấn luyện viên United thay thế cho ông Matt Busby đã chính thức nghỉ hưu.
Do Manchester United bị cấm chơi hai trận đấu sân nhà đầu tiên của United tại Old Trafford, sau khi nhóm côn đồ đã ném dao vào đội khách ở một trận đấu vào cuối mùa giải trước, thay vào đó hai trận đấu này được tổ chức chơi tại Anfield và Victoria Ground.
Mùa giải đầu tiên của O'Farrell là United bắt đầu quản lý tốt và United đã đứng đầu tại giải đấu trong kỳ Giáng sinh. Tuy nhiên, một chuỗi bảy trận thua liên tiếp vào đầu năm 1972 đã khiến United không còn đứng đầu bảng xếp hạng và chỉ kết thúc vị trí thứ tám trong mùa giải này.

## Watney Cup
| Thời gian           | Vòng đấu | Đối thủ      | H/N/A | Tỷ số Bt-Bb | Cầu thủ ghi bàn | Số lượng khán giả |
| ------------------- | -------- | ------------ | ----- | ----------- | --------------- | ----------------- |
| 31 tháng 7 năm 1971 | Vòng 1   | Halifax Town | A     | 1 – 2       | Best            | 19,765            |

## Hạng nhất Anh
| Thời gian                 | Đối thủ                 | H/A | Tỷ số Bt-Bb | Cầu thủ ghi bàn                      | Số lượng khán giả |
| ------------------------- | ----------------------- | --- | ----------- | ------------------------------------ | ----------------- |
| 14 tháng 8 năm 1971       | Derby County            | A   | 2 – 2       | Gowling, Law                         | 35,386            |
| 18 tháng 8 năm 1971       | Chelsea                 | A   | 3 – 2       | Charlton, Kidd, Morgan               | 54,663            |
| 20 tháng 8 năm 1971       | Arsenal                 | H   | 3 – 1       | Charlton, Gowling, Kidd              | 27,649            |
| 23 tháng 8 năm 1971       | West Bromwich Albion    | H   | 3 – 1       | Best (2), Gowling                    | 23,146            |
| 28 tháng 8 năm 1971       | Wolverhampton Wanderers | A   | 1 – 1       | Best                                 | 46,479            |
| 31 tháng 8 năm 1971       | Everton                 | A   | 0 – 1       |                                      | 52,151            |
| 4 tháng 9 năm 1971        | Ipswich Town            | H   | 1 – 0       | Best                                 | 45,656            |
| 11 tháng 9 năm 1971       | Crystal Palace          | A   | 3 – 1       | Law (2), Kidd                        | 43,720            |
| 18 tháng 9 năm 1971       | West Ham United         | H   | 4 – 2       | Best (3), Charlton                   | 53,339            |
| 25 tháng 9 năm 1971       | Liverpool               | A   | 2 – 2       | Charlton, Law                        | 55,642            |
| 2 tháng 10 năm 1971       | Sheffield United        | H   | 2 – 0       | Best, Gowling                        | 51,758            |
| 9 tháng 10 năm 1971       | Huddersfield Town       | A   | 3 – 0       | Best, Charlton, Law                  | 33,458            |
| 16 tháng 10 năm 1971      | Derby County            | H   | 1 – 0       | Best                                 | 53,247            |
| 23 tháng 10 năm 1971      | Newcastle United        | A   | 1 – 0       | Best                                 | 55,603            |
| 30 tháng 10 năm 1971      | Leeds United            | H   | 0 – 1       |                                      | 53,884            |
| 6 tháng 11 năm 1971       | Manchester City         | A   | 3 – 3       | Gowling, Kidd, McIlroy               | 63,326            |
| 13 tháng 11 năm 1971      | Tottenham Hotspur       | H   | 3 – 1       | Law (2), McIlroy                     | 54,058            |
| 20 tháng 11 năm 1971      | Leicester City          | H   | 3 – 2       | Law (2), Kidd                        | 48,764            |
| 27 tháng 11 năm 1971      | Southampton             | A   | 5 – 2       | Best (3), Kidd, McIlroy              | 30,323            |
| 4 tháng 12 năm 1971       | Nottingham Forest       | H   | 3 – 2       | Kidd (2), Law                        | 45,411            |
| 11 tháng 12 năm 1971      | Stoke City              | A   | 1 – 1       | Law                                  | 33,875            |
| ngày 18 tháng 12 năm 1971 | Ipswich Town            | A   | 0 – 0       |                                      | 29,213            |
| 27 tháng 12 năm 1971      | Coventry City           | H   | 2 – 2       | James, Law                           | 52,035            |
| 1 tháng 1 năm 1972        | West Ham United         | A   | 0 – 3       |                                      | 41,990            |
| 8 tháng 1 năm 1972        | Wolverhampton Wanderers | H   | 1 – 3       | McIlroy                              | 47,626            |
| 22 tháng 1 năm 1972       | Chelsea                 | H   | 0 – 1       |                                      | 55,927            |
| 29 tháng 1 năm 1972       | West Bromwich Albion    | A   | 1 – 2       | Kidd                                 | 46,992            |
| 12 tháng 2 năm 1972       | Newcastle United        | H   | 0 – 2       |                                      | 44,983            |
| 19 tháng 2 năm 1972       | Leeds United            | A   | 1 – 5       | Burns                                | 45,399            |
| 4 tháng 3 năm 1972        | Tottenham Hotspur       | A   | 0 – 2       |                                      | 54,814            |
| 8 tháng 3 năm 1972        | Everton                 | H   | 0 – 0       |                                      | 38,415            |
| 11 tháng 3 năm 1972       | Huddersfield Town       | H   | 2 – 0       | Best, Storey-Moore                   | 53,581            |
| 25 tháng 3 năm 1972       | Crystal Palace          | H   | 4 – 0       | Charlton, Gowling, Law, Storey-Moore | 41,550            |
| 1 tháng 4 năm 1972        | Coventry City           | A   | 3 – 2       | Best, Charlton, Storey-Moore         | 37,870            |
| 3 tháng 4 năm 1972        | Liverpool               | H   | 0 – 3       |                                      | 54,000            |
| 4 tháng 4 năm 1972        | Sheffield United        | A   | 1 – 1       | Sadler                               | 45,045            |
| 8 tháng 4 năm 1972        | Leicester City          | A   | 0 – 2       |                                      | 35,649            |
| 12 tháng 4 năm 1972       | Manchester City         | H   | 1 – 3       | Buchan                               | 56,362            |
| 15 tháng 4 năm 1972       | Southampton             | H   | 3 – 2       | Best, Kidd, Storey-Moore             | 38,437            |
| 22 tháng 4 năm 1972       | Nottingham Forest       | A   | 0 – 0       |                                      | 35,063            |
| 25 tháng 4 năm 1972       | Arsenal                 | A   | 0 – 3       |                                      | 49,125            |
| 29 tháng 4 năm 1972       | Stoke City              | H   | 3 – 0       | Best, Charlton, Storey-Moore         | 34,959            |

| # | Câu lạc bộ              | Tr | T  | H  | B  | Bt | Bb | Hs    | Điểm |
| - | ----------------------- | -- | -- | -- | -- | -- | -- | ----- | ---- |
| 7 | Chelsea                 | 42 | 18 | 12 | 12 | 58 | 49 | 1.184 | 48   |
| 8 | Manchester United       | 42 | 19 | 10 | 13 | 69 | 61 | 1.131 | 48   |
| 9 | Wolverhampton Wanderers | 42 | 18 | 11 | 13 | 65 | 57 | 1.140 | 47   |

## FA Cup
| Thời gian           | Vòng đấu       | Đối thủ           | H/N/A | Tỷ số Bt-Bb | Cầu thủ ghi bàn         | Số lượng khán giả |
| ------------------- | -------------- | ----------------- | ----- | ----------- | ----------------------- | ----------------- |
| 15 tháng 1 năm 1972 | Vòng 3         | Southampton       | A     | 1 – 1       | Charlton                | 30,190            |
| 19 tháng 1 năm 1972 | Vòng 3 Đấu lại | Southampton       | H     | 4 – 1       | Best (2), Sadler, Aston | 50,966            |
| 5 tháng 2 năm 1972  | Vòng 4         | Preston North End | A     | 2 – 0       | Gowling (2)             | 27,025            |
| 26 tháng 2 năm 1972 | Vòng 5         | Middlesbrough     | H     | 0 – 0       |                         | 53,850            |
| 29 tháng 2 năm 1972 | Vòng 5 Đấu lại | Middlesbrough     | A     | 3 – 0       | Morgan, Best, Charlton  | 39,683            |
| 18 tháng 3 năm 1972 | Vòng 6         | Stoke City        | H     | 1 – 1       | Best                    | 54,226            |
| 22 tháng 3 năm 1972 | Vòng 6 Đấu lại | Stoke City        | A     | 1 – 2       | Best                    | 49,192            |

## League Cup
| Thời gian            | Vòng đấu               | Đối thủ      | H/N/A | Tỷ số Bt-Bb | Cầu thủ ghi bàn  | Số lượng khán giả |
| -------------------- | ---------------------- | ------------ | ----- | ----------- | ---------------- | ----------------- |
| 7 tháng 9 năm 1971   | Vòng 2                 | Ipswich Town | A     | 3 – 1       | Morgan, Best (2) | 28,143            |
| 6 tháng 10 năm 1971  | Vòng 3                 | Burnley      | H     | 1 – 1       | Charlton         | 44,600            |
| 18 tháng 10 năm 1971 | Vòng 3 Đấu lại         | Burnley      | A     | 1 – 0       | Charlton         | 27,511            |
| 27 tháng 10 năm 1971 | Vòng 4                 | Stoke City   | H     | 1 – 1       | Gowling          | 47,062            |
| 8 tháng 11 năm 1971  | Vòng 4 Đấu lại         | Stoke City   | A     | 0 – 0       |                  | 40,805            |
| 15 tháng 11 năm 1971 | Vòng 4 Đấu lại lần hai | Stoke City   | A     | 1 – 2       | Best             | 42,249            |